# Dictionnaire des parlers alsaciens
Le Dictionnaire des parlers alsaciens (all. Wörterbuch der elsässischen Mundarten) est un dictionnaire allemand rédigé par Ernst Martin (1841–1910), professeur à l'Université Kaiser-Wilhelm de Strasbourg et par Hans Lienhart (1858–1928). Il regroupe en 2 volumes l'ensemble du vocable parlé dans chaque canton du nord au sud de l'Alsace. Il fut réimprimé en 1974.

## Exemple
Prenons le cas du mot Ërdäpfel signifiant pomme de terre en français et dont l'expression varie du nord au sud de l'Alsace. Le dictionnaire donne les variantes par canton ainsi que leur prononciation :
Ërdäpfel, Hërdäpfel [Ártèpfl O.; als Pl. nur in Bed. 2 U.; Hártèpfl Sier. bis Kerzf.] m. 1. Kartoffel (O.; in U. Grumbeer = Grundbirn; in Hlkr. Rapp. beide Namen).
Puis les expressions courantes relevés par des linguistes comme Stoeber:
Gschwellti H. gesottene Kartoffeln; brägelti Hi.; gebroteni Bf. geröstete, gebratene K.; us gschumti, us zogeni in Scheiben geschnittene, aus dem Wasser gezogene und gefettete K.; verdämpfti ganz gekochte K.; verstickti gebratene in Butter Su.; schwarzi H. angefaulte K. ‚Hèrdépfel‘ STÖBER Mäder. 2. Ë. oder wälschi H. Pl. = Helianthus tuberosus, frz. topinambour, in Blume und Kraut der Sonnenblume ähnlich; die Knollen als Schweinefutter verwendet K. Z. Lobs. Ndrbetschd. [Ærtèplə Wh.] ‚Erdöpffel Chelidonium, Rapum terrae‘ DASYP. ‚Erdäpffel des toupinambous‘ MARTIN Coll.
Bd. 1, Sp. 59a
44. KIRSCHL. 1, 502. ‚dass obs undt herdöffel meistentheils in den Källern verfrohren‘ 1789 JB. I 108. Die Kartoffel erscheint in vielen Rda. und Verschen. Auf die Kinderfrage: was gibt es heute? antwortet die Mutter: Suri H. und Stieleler dran Horbg. Anfang eines Liedchens Mü. MA. 5, 112. Kinderliedchen: o Jere, Fraü Märe (frz. Maire), was kochen mir z Nacht? Geschwellti H. und Surmilch, dass es rappelt und kracht Dü. Hlkr. STÖBER Volksb. 197. Von Leuten mit spärlichem Bartwuchs sagt man: d Mueter het ihm H. drin gsetzt. Einen, dem die Ferse aus Strumpf oder Schuh sieht, fragt man: Hest H. feil? Zss. Erdäpfelmuer, E-wëg. Demin. Hërdäpfele n. [Hápərlə Dü. Kinderspr.] Auch gebrannte Mandeln Niffer. – SCHWEIZ. 1, 379. SCHWÄB. 168, wo andere Bedeutungen. BAYER. 1, 139. DWB.. Schon mhd. Wegen des anlautenden H vgl. auch ‚hartfall‘ Fall zur Erde, Totschlag und das Adj. ‚härtfellig' Wattw. 16. Jh. JB. III 70. Zss. Hërdäpfelkrut, Hërdäpfelkuechen, H-püree, H-brei, H-pflütten Kartoffelklöse, H-salat, H-supp, H-schälten die Haut der Kartoffeln, H-stück Kartoffelacker, der H- setzet die Zeit des Kartoffelpflanzens, H- usmachet Kartoffelernte.

## Littérature
- Ernst Martin/Hans Lienhart: Wörterbuch der elsässischen Mundarten. Trübner, Straßburg 1899 – 1907
- Paul Adolf: Dictionnaire alsacien – anglais. Comparatif et bilingue, l'anglais par l'alsacien. Vum Elsässische züem Ënglische, learning English through Alsatian German. Univ. Populaire, Obernai 1996
- Christian Bader: Lexique des parlers sundgauviens. Éditions du Rhin, Mulhouse : 1997
- Claude Guizard/Jean Speth: Dialectionnaire (alsacien, français et allemand) Dreisprachiges Wörterbuch. Éd. du Rhin, Mulhouse : 1992
- Edmond Jung: Wie heist dïss uff elsässisch? Dictionnaire français-alsacien. Dialecte de Strasbourg. Vocables et tournures. Jung, Engwiller 2003
- Serge Kornmann: Elsässisch-frànzeesches un frànzeesch-elsässisches Miniwerterbüech. Yoran Embanner, Fouenan] 2004
- René Klingelschmitt/Marthe Philipp: Expressions familières d'Alsace. Bonneton, Paris 2002
- Raymond Matzen, Dictionnaire trilingue des gros mots alsaciens: dialecte, français, allemand ; cartes géolinguistiques et index (Elsässisches Schimpf- und Fluchwörterbuch). Le Verger, Illkirch-Graffenstaden (Bas-Rhin) 2000
- Raymond Matzen, Wie steht's ? Lexiques alsacien et français. Variantes dialectales. Grammaire. Toute la richesse et diversité des. La Nuée Bleue, Strasbourg 2000
- Raymond Matzen, Anthologie des expressions d'Alsace. Équivalents français, traductions et explications. Rivages, Paris : 1989
- Henri Rünneburger, Dictionnaire alsacien-francais. 3 tomes. Baar-Verlag, Hamburg 2021.
- Lothar Wolf: Le français régional d'Alsace. Étude critique des alsacianismes. Avec la collab. de Paul Fischer. Klincksieck, Paris 1983
- KAUDERWELSCH Band 116 : Elsässisch - die Sprache der Alemannen, Reise - Know- How Verlag Peter Rump GmbH, 1. Auflage 2001,  (ISBN 978-3-89416-514-7)